# باتريك س. فيشر
باتريك س. فيشر (بالإنجليزية: Patrick C. Fischer) هو عالم حاسوب أمريكي، ولد في 3 ديسمبر 1935 في سانت لويس في الولايات المتحدة، وتوفي في 26 أغسطس 2011 في روكفيل في الولايات المتحدة.